# Трояк (танец)
Тро́як (пол. Trojak, сил. Trojok, кашуб. Wôłtôk, бел. Траян, Траяк, Тройка) — польский и белорусский народный танец, где мужчина танцует с двумя женщинами. В каждом регионе были свои особенности.

## Описание
Наиболее известным считается трояк шлёнски (пол. trojak śląski «силезский трояк»). Весёлый и шутливый танец-пляска исполняется тройками: парень с двумя девушками. Состоит он из двух частей — медленной  (музыкальный размер 3/4) и быстрой весёлой (музыкальный  размер  2/4). В первой части юноша торжественно водит девушек по кругу, а во второй части девушки быстро кружатся под хлопки парней, а потом, когда юноша кружится в танце поочередно с одной из девушек, вторая, танцуя, оббегает их. К концу второй части исполнители в тройках снова берутся за руки.
У кашубов танец парня с двумя девушками называется «Ветровник» (кашуб. Wôłtôk, пол. Wetrójnik, Trojak, Tańca  we  troje). Это морской танец, где движение рук имитирует морские волны, а вращение корпуса  — водоворот. В Кашубии «трояк» танцевали в период молотьбы зерна.
В Белоруссии танец также имеет несколько вариантов. В одном — крайние исполнители поочередно «ныряли» в воротца, образованные руками двух других; во втором — все три исполнителя, не размыкая рук, «ныряют» под руки друг другу; в третьем — крайние исполнители вращаются вокруг себя под рукой у центрального. Похожие белорусские танцы бытовали также под названиями «Краковяк в тройках», «Гопачок в тройках», «Толкачики в тройках» и др.